# Hopea paucinervis
Hopea paucinervis är en tvåhjärtbladig växtart som beskrevs av Parijs. Hopea paucinervis ingår i släktet Hopea och familjen Dipterocarpaceae. Inga underarter finns listade i Catalogue of Life.